# Rund um Berlin 1970
Rund um Berlin 1970 war die 64. Austragung des ältesten deutschen Eintagesrennens Rund um Berlin. Es fand am 19. September über 203 Kilometer statt.

## Rennverlauf
100 Fahrer aus sieben Ländern stellten sich dem Starter. Start und Ziel war die Radrennbahn Weißensee. Unter den Startern waren alle Fahrer der DDR-Nationalmannschaft.
Nach 40 Kilometern bildete sich auf Initiative von Willy Abbeloos aus Belgien eine erste Spitzengruppe. Danach entwickelte sich ein ständig wechselndes Renngeschehen mit mehreren verschiedenen Spitzengruppen. Nach 166 Kilometern war wieder ein großes Hauptfeld zusammen. Nach 187 Kilometern schafften es neun Fahrer, vom Feld weg zu kommen und kamen mit 27 Sekunden vor dem Hauptfeld auf die Radrennbahn Weißensee. Den Zielsprint gewann Dieter Grabe knapp vor dem Italiener Parise.
|     | Fahrer            | Verein               | Zeit (h)       |
| --- | ----------------- | -------------------- | -------------- |
| 01. | Dieter Grabe      | SC DHfK Leipzig      | 4:59:57 h      |
| 02. | Elio Parise       | Italien              | gleiche Zeit   |
| 03. | Dieter Gonschorek | ASK Vorwärts Leipzig | gleiche Zeit   |
| 04  | Bernd Patzig      | SC Karl-Marx-Stadt   | gleiche Zeit   |
| 05  | Joachim Mattner   | BSG Post Berlin      | gleiche Zeit   |
| 06  | Siegfried Kramer  | SC Turbine Erfurt    | gleiche Zeit   |
| 08  | Vlastibor Konečný | Tschechoslowakei     | gleiche Zeit   |
| 011 | Theo Fierens      | Belgien              | + 0:27 Minuten |
| 021 | Adriaan Duycker   | Niederlande          | + 0:27 Minuten |
| 0 … |                   |                      |                |